# جولی هریس (طراح لباس)
دایانا جولی هریس (به انگلیسی: Diana Julie Harris) (زاده ۲۶ مارس ۱۹۲۱ در لندن - درگذشته ۳۰ مه ۲۰۱۵) طراح لباس بریتانیایی بود که برنده جایزه اسکار بهترین طراحی لباس سال ۱۹۶۶ بخاطر فیلم «دارلینگ» شد

## بخشی از فیلمشناسی
1. باغ گچی (۱۹۵۵)
2. کمک! (۱۹۶۵)
3. کازنو رویال (۱۹۶۷)
4. دراکولا (۱۹۷۹)
5. رولربال (۱۹۷۵)
6. زندگی خصوصی شرلوک هولمز (۱۹۷۰)
7. خداحافظ، آقای چیپس (۱۹۶۹)

## جوایز و افتخارات
1. برنده جایزه بفتا بهترین طراحی لباس (۱۹۶۷)
2. برنده جایزه اسکار بهترین طراحی لباس (۱۹۶۶)